# Предуральский краевой прогиб
Предуральский краевой прогиб (Предуральская депрессия) — крупная геологическая структура второго порядка Уральской складчатой системы. Располагается между складчатыми сооружениями Урала и восточной окраиной Русской плиты Восточно-Европейской платформы а также Печоро-Баренцевоморской метаплатформенной области.

## Строение
Протяжённость прогиба на территории Пермского края составляет 500 км при ширине от 35 до 110 км, на территории Башкортостана — 525 км. В строении прогиба выделяют восточную (пригеосинклинальную) и западную (приплатформенную) зоны. Отмечается отчетливая асимметрия поперечного строения прогиба — западный его борт широкий и пологий (углы наклона слоёв по данным бурения и сейсморазведки 1—3°, восточный — более узкий и крутой (падение слоёв до 15° в Соликамской впадине и до 25° в Юрюзано-Сылвенской впадине).
Западная граница прогиба проводится по резкому перегибу кровли артинского яруса, который по фундаменту практически совпадает с Предуральским надвигом субмеридионального простирания, выделяемым по наличию чёткой гравитационной ступени. К востоку от этой границы происходит резкое увеличение мощности и фациальные изменения кунгурских и артинских отложений. Восточная граница прогиба проводится по фронту передовых складок Урала, вдоль которых также прослеживается крупная зона разломов, состоящая из серии отдельных отрезков.
Широтная зональность Предуральского прогиба целиком определяется строением кристаллического фундамента, отдельные депрессии и седловины его совпадают с блоками фундамента, имеющими различное внутреннее строение складчатых систем и занимающими различное гипсометрическое положение. Характерна также горизонтальная неоднородность состава и физических свойств, слагающих блоки пород, что приводит к их специфическому отображению в геофизических полях.
Крупные поперечные поднятия и седловины разделяют Предуральскую депрессию на ряд впадин (с севера на юг в пределах Волго-Уральской провинции): Верхнепечорскую, Соликамскую, Юрюзано-Сылвенскую, Бельскую.